# Ryoichi Akamatsu
Ryoichi Akamatsu (赤松 諒一, Akamatsu Ryōichi, né le 2 mai 1995) est un athlète japonais, spécialiste du saut en hauteur.

## Biographie
En 2023, il est sacré champion d'Asie en salle du saut en hauteur à Astana en égalant son record personnel de 2,28 m, et décroche par ailleurs en juin son premier titre national en portant son record à 2,29 m. Le 22 juillet à Tokyo, il franchit pour la première fois de sa carrière une barre à 2,30 m.

## Palmarès
| Date | Compétition                    | Lieu     | Résultat | Marque |
| ---- | ------------------------------ | -------- | -------- | ------ |
| 2023 | Championnats d'Asie en salle   | Astana   | 1er      | 2,28 m |
| 2023 | Championnats d'Asie            | Bangkok  | 5e       | 2,23 m |
| 2023 | Championnats du monde          | Budapest | 8e       | 2,25 m |
| 2024 | Championnats du monde en salle | Glasgow  | 9e       | 2,15 m |
| 2024 | Jeux olympiques                | Paris    | 5e       | 2,31 m |

## Records
| Épreuve         | Épreuve   | Marque | Date            | Lieu        |
| --------------- | --------- | ------ | --------------- | ----------- |
| Saut en hauteur | Plein air | 2,31 m | 10 août 2024    | Saint-Denis |
| Saut en hauteur | Salle     | 2,28 m | 12 février 2023 | Astana      |